# Chating (köpinghuvudort i Kina, Jiangxi Sheng, lat 28,36, long 117,89)
Chating (kinesiska: 茶亭) är en köpinghuvudort i Kina. Den ligger i provinsen Jiangxi, i den sydöstra delen av landet, omkring 200 kilometer öster om provinshuvudstaden Nanchang. Antalet invånare är 39 617. Befolkningen består av 19 176 kvinnor och 20 441 män. Barn under 15 år utgör 25,0 %, vuxna 15-64 år 68 %, och äldre över 65 år 5,0 %.
Runt Chating är det ganska tätbefolkat, med 239 invånare per kvadratkilometer. Närmaste större samhälle är Xuri, 9,2 km norr om Chating. I omgivningarna runt Chating växer huvudsakligen savannskog.
Genomsnittlig årsnederbörd är 2 755 millimeter. Den regnigaste månaden är juni, med i genomsnitt 477 mm nederbörd, och den torraste är oktober, med 35 mm nederbörd.